# سارا احمدزاده خانیانی (ورزشکار)
سارا احمدزاده خانیانی(زاده ۳ شهریور ۱۳۶۵ در کرج) عضو تیم ملی پارادوومیدانی زنان ایران در رشته پرتاب دیسک است..